# Ormosia pseudosimilis
Ormosia pseudosimilis là một loài ruồi trong họ Limoniidae. Chúng phân bố ở miền Cổ bắc.